# Мотанасела
Мотанасела (англ. Motanasela) — одна з місцевих громад, що розташована в районі Береа, Лесото. Населення місцевої громади у 2006 році становило 19 817 осіб.